# Johann Gottfried Schweighäuser

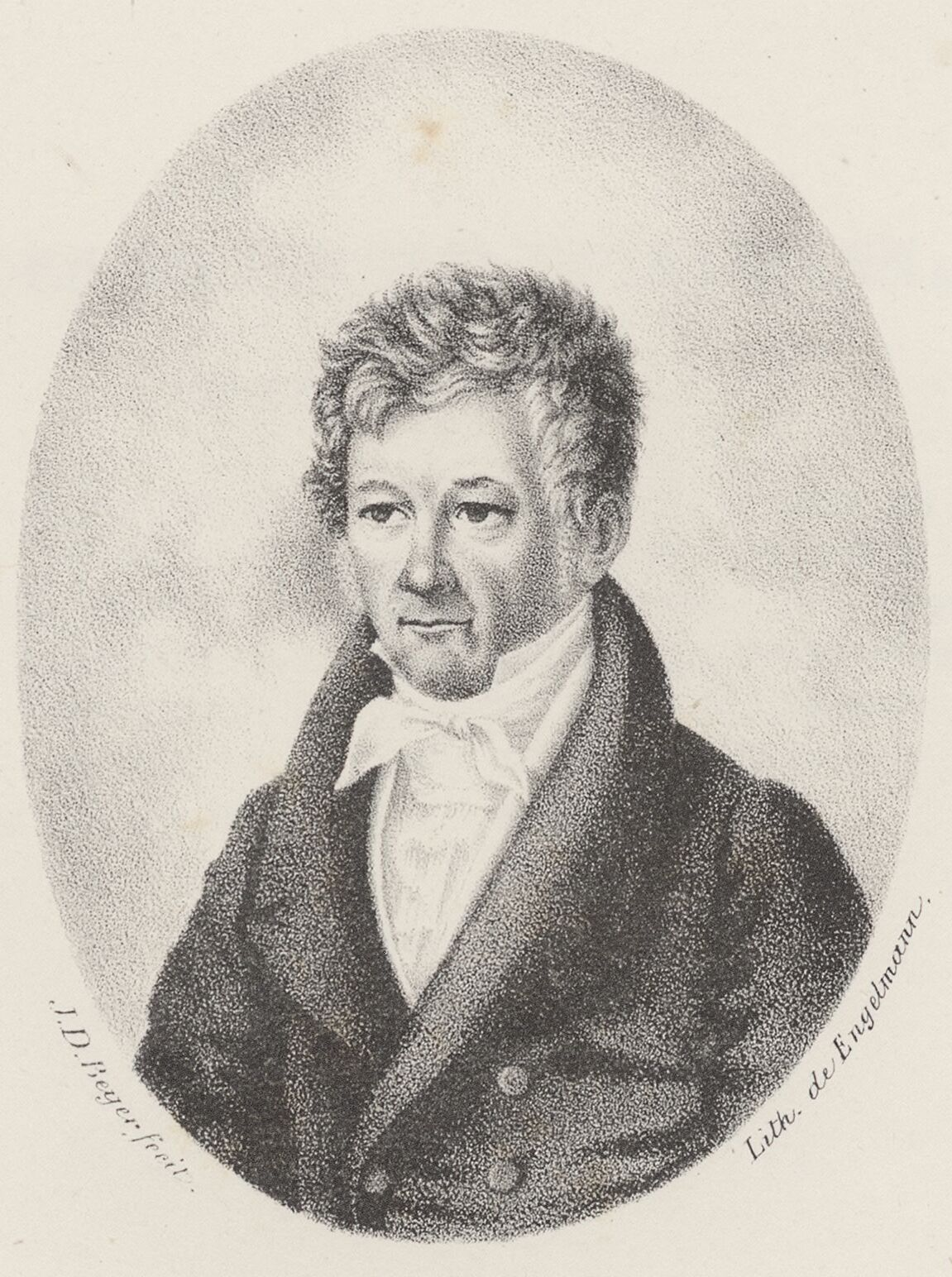
Johann Gottfried Schweighäuser (Abbildung von 1825)

Johann Gottfried Schweighäuser (französisch Jean Geoffroy Schweighaeuser; * 2. Januar 1776 in Straßburg; † 14. März 1844 ebenda) war ein elsässischer Altphilologe, Archäologe und Kunsthistoriker.

## Leben und Karriere
Johann Gottfried Schweighäuser wurde schon früh durch seinen Vater, den Klassischen Philologen Johannes Schweighäuser, und seine Mutter Katharina Salome Häring unterrichtet. Früh erkannte man sein sprachliches Talent, insbesondere aber sein gutes Gedächtnis, das Schweighäuser wegen eines Augenleidens am rechten Auge sehr hilfreich sein sollte. Sein Vater brachte ihm auch die Alten Sprachen bei, Homers Werke konnte er schon früh auswendig. Die Schule schloss er vorzeitig ab, begann schon im Alter von 13 Jahren an der Universität Straßburg mit dem Studium der Philosophie und belegte später auch Rechtswissenschaften. Wegen der Französischen Revolution und den daraus entstehenden Wirren konnte Schweighäuser nicht wie geplant auch an anderen Universitäten studieren. Sein Vater engagierte sich zu dieser Zeit politisch und drängte auch seinen 16-jährigen Sohn zum Eintritt in die französischen Streitkräfte, mit denen er unter anderen in der Pfalz im Einsatz war. Am Krieg fand Schweighäuser indes keinen Gefallen, doch faszinierten ihn die vielen Ruinen des Haardtgebirges und der Vogesen. 1795 wurde er Sekretär Charles Nicolas Fabviers in dessen Hauptquartier in Colmar. In dieser Zeit lebte er im Haus von Gottlieb Konrad Pfeffel, einem Freund seines Vaters. Dieser ebenso wie Johann Heinrich Voß beeinflusste ihn in seinen dichterischen Versuchen, später wurden auch einige von Schweighäusers Gedichten publiziert. Er dichtete in deutscher Sprache, wissenschaftlich sollte er später vor allem auf Französisch publizieren. In beiden Sprachen war er gleichermaßen zu Hause; Schweighäuser sah sich später auch als Mittler zwischen beiden Kulturen.
Nach seiner Entlassung aus dem Militärdienst ging Schweighäuser nach Paris, wo er mit Aubin-Louis Millin de Grandmaison, Ennio Quirino Visconti, Jean-Baptiste Gaspard d’Ansse de Villoison, Guillaume de Sainte-Croix, Jean-François Boissonade und Paul Jérémie Bitaubé bekannt wurde. Für seinen Vater untersuchte er drei Handschriften mit Texten des Epiktet sowie des Kommentars von Simplicius. Einen vom Vater gemachten Fund im Werk des Simplicius zum Leben des Xenophon stellte Johann Gottfried Schweighäuser am 2. Januar 1797 vor dem Institut de France vor. Nach seiner Rückkehr nach Straßburg wurde er zum Vertreter seines Vaters an der Straßburger Zentralschule (École centrale). Bei einer Reise nach Tübingen lernte er neben Johann Friedrich Cotta auch mehrere Exilfranzosen kennen. 1798 ging er erneut im Auftrag seines Vaters nach Paris, wo er die Urhandschrift des Marcianus des Athenaios sowie vier Kebes-Handschriften untersuchte. In Paris setzte er sich für den Erhalt des protestantischen Kirchenbesitzes ein, der wenn schon nicht Kirchenbesitz doch wenigstens Besitz der Stadt Straßburg bleiben sollte. Kurzzeitig war er Hauslehrer im Hause Wilhelm von Humboldts, bis dieser 1801 Paris wieder verließ. Dabei erwarb er sich einen so guten Ruf, dass ihn daraufhin Madame de Staël als Hauslehrer anstellen wollte, was Schweighäuser jedoch ausschlug, da diese 1802 aus Paris ausgewiesen wurde. Mit Unterbrechungen wurde er dann bis 1812 Hauslehrer bei Marc-René de Voyer de Paulmy d’Argenson, zunächst in Paris und Poitou, ab 1809 in Antwerpen. Zu dieser Zeit besorgte er auf Anregung des Grafen von Schlabrendorf eine Neuausgabe der Theophrastschen Charaktere in der erweiterten Form von Jean de La Bruyère. Zudem freundete er sich mit Paul-Louis Courier und Jens Immanuel Baggesen an, gut bekannt war er auch mit August Wilhelm Schlegel und insbesondere Friedrich Schlegel, mit Karl Benedikt Hase stand er in regem Austausch. Seit 1803 schrieb er über französische Themen in der Zeitschrift Französische Miscellen, andererseits brachte er den Franzosen in Millins Zeitschrift Magasin encyclopédique deutsche Themen näher. Darüber hinaus schrieb er regelmäßig für Publiciste und Archives littéraires, an Jean Baptiste Antoine Suards Publiciste war er auch als Redakteur beteiligt.
Zu Beginn des 19. Jahrhunderts wuchs Schweighäusers Interesse an der Archäologie. In dem ersten Band der Publikation des Musée Napoléon von Francesco Piranesi und Pietro Piranesi steuerte er die einführenden Texte zu den 80 Bildern im Stile der Schriften Viscontis bei. Wegen einer Erkrankung Schweighäusers war ab dem zweiten Band Philippe Petit-Radel für die Texte verantwortlich. Auf die Anregung von Sainte-Croix hin widmete sich Schweighäuser nach seiner Genesung der Indischen Geschichte des Arrian. In diese Arbeit steigerte er sich immer weiter hinein, bezog nicht nur die gesamte einschlägige Literatur über die Altertumswissenschaften hinaus ein, sondern auch Antoine-Isaac Silvestre de Sacy und Jean-Denis Barbié du Bocage zur Mitarbeit heran. Selbst über eine Reise nach Indien dachte er ernsthaft nach. Im Zusammenhang mit den Arrian-Forschungen stand auch Schweighäusers Beschäftigung mit Georgios Synkellos. Doch auch nach mehr als zehn Jahren kamen die Forschungen nicht zum Ende, eine Publikation wurde auch durch den Bankrott seines Verlegers verhindert. Weiters befasste er sich in der Zeit mit modernerer Kunst, insbesondere den niederländischen Meistern, die er während seiner Zeit in Antwerpen kennenlernte.
1809 wurde Schweighäuser als Adjunkt seines Vaters an die wiederbelebte Straßburger Universität berufen. Diesem Ruf kam er aber erst 1812 nach, als er auch Professor am protestantischen Seminar wurde. 1815 wurde er als Nachfolger seines Vaters Bibliothekar der Universität. In der Lehre – wie in seinen Schriften benutzte er beide Sprachen – unterschied er sich von seinem Vater, der eher ein scharfer Kritiker der Texte war. Johann Gottfried Schweighäuser widmete sich den Texten eher in der modernen Sachphilologie und untersuchte historische Hintergründe und ästhetische Aspekte. Dieselben Maßstäbe setzte er auch bei seinen archäologischen Studien an. Politisch äußerte er sich 1813 deutlich anti-napoleonisch und für die alte französische Monarchie. Zu einem Zentrum seiner Bemühungen wurden immer mehr die antiken Altertümer des Elsass. Er verwaltete die alte, bei der Stadtbibliothek verwahrte, Sammlung von Johann Daniel Schöpflin und vermehrte diese weiter. 1817 veröffentlichte er einen ersten Beitrag zum Elsaß der Vorwelt. Die dortigen Ergebnisse, die semitische, ägyptische und griechische Traditionen miteinander verbinden, sind allerdings nicht als ernstzunehmende Forschungsergebnisse zu sehen, sind sie doch zu phantasievoll zusammengestellt und viele Monumente willkürlich gedeutet. Viel wertvoller waren Schweighäusers Untersuchungen von Ruinen, Burgen, Kirchen sowie die Studien in Archiven und Bibliotheken. Damit kann Schweighäuser als einer der Pioniere der archäologischen Erforschung des Elsass gelten. Bei seinen Untersuchungen wurde er von seiner Ehefrau Sophie, der Tochter des Anatomen Thomas Lauth, unterstützt, die ein großes Talent für das Zeichnen hatte. Als 1819 die Académie des Inscriptions et Belles-Lettres damit begann, in allen Departements die vorhandenen Hinterlassenschaften aufzunehmen, konnte sie auf die Vorarbeiten Schweighäusers zurückgreifen, der damit die bis dahin nicht wissenschaftlich bekannte Region des Bas-Rhin einer größeren Öffentlichkeit bekannt machte. Dafür wurde ihm 1821 die erstmals verliehene Goldmedaille der Académie verliehen, ein Jahr später wurde er korrespondierendes Mitglied. Sein wichtigstes archäologisch-kunsthistorisches Werk schuf er zwischen 1825 und 1828 in Zusammenarbeit mit seinem Freund Philippe de Golbéry, der das Oberelsass, Schweighäuser das Unterelsass, für das monumentale Werk Antiquités de l'Alsace, ou châteaux, églises et autres monuments des départemens du Haut et du Bas-Rhin bearbeitete. In einer Einzelstudie befasste er sich mit dem Straßburger Münster. Er sah sich selbst in der Archäologie als Dilettanten und wollte nach seinen regionalen Studien wieder zur Philologie zurückkehren.
Seit 1825 war Schweighäusers Gesundheit stark angegriffen. Dennoch arbeitete er auf hohem Niveau weiter, was 1829 zu einem Schlaganfall führte. Danach war er linksseitig gelähmt und auf dem bis dahin gesunden linken Auge erblindet. Weitestgehend an das Haus gefesselt, nahezu erblindet und von seiner Frau aufopfernd gepflegt, war Schweighäuser auch danach dennoch weiterhin ein wacher Verstand und sein gutes Erinnerungsvermögen beschieden. Seine auch zuvor schon oftmals überbordende Phantasie sorgte allerdings dafür, dass er in dieser Zeit weitestgehend zu unsinnigen Erkenntnissen, oft mit etruskischen und keltischen Bezügen kam. So meinte er in der elsässischen Mundart Reste der etruskischen Sprache zu erkennen. Diese Ergebnisse entstammten vor allem seinem Briefverkehr, daneben publizierte er nur noch wenig. 1842 konnte er noch einmal einen wissenschaftlichen Kongress in Straßburg eröffnen, 1844 wurde er von seinem 15 Jahre dauernden Leiden durch den Tod erlöst. Sein wissenschaftlicher Nachlass gelangte in die Straßburger Bibliothek im Temple Neuf, wo er in der Nacht vom 24. auf den 25. August 1870 bei der Belagerung von Straßburg während des Deutsch-Französischen Krieges verbrannte.

## Schriften (Auswahl)
- Les monumens antiques du Musée Napoléon, dessinés et gravés par Thomas Piroli; avec une explication par Johann Gottfried Schweighäuser; publiés par Francesco et Pietro Piranesi, frères. Band 1. Paris 1804 (Digitalisat).
- Vorwort in: Johann Friedrich Lichtenberger: Geschichte der Erfindung der Buchdruckerkunst zur Ehrenrettung Straßburgs und vollständiger Widerlegung der Sagen von Harlem. Heitz und Gleditsch, Straßburg und Leipzig 1825
  - Französisch: Préface. In: Histoire de l'invention de l'imprimerie pour servir de défense à la ville de Strasbourg contre les prétentions de Harlem. Accomp. D'un portrait de Gutenberg et de 8 planches orig. grav. sur bois. Heitz und Renouard, Straßburg und Paris 1825 (Digitalisat).